# ميخائيل جي. فوستر
ميخائيل جي. فوستر (بالإنجليزية: Michael G. Foster)‏ هو لاعب كاراتيه أمريكي، ولد في 19 أبريل 1940 في جيمستاون في الولايات المتحدة.